# Arrodets-ez-Angles
Arrodets-ez-Angles ist eine französische Gemeinde mit 113 Einwohnern (Stand 1. Januar 2022) im Département Hautes-Pyrénées in der Region Okzitanien (vor 2016: Midi-Pyrénées). Sie gehört zum Arrondissement Argelès-Gazost und zum Kanton Lourdes-2.
Die Einwohner werden Arrodetiens und Arrodetiennes genannt.

## Geographie
Arrodets-ez-Angles liegt circa sieben Kilometer südöstlich von Lourdes in dessen Einzugsbereich (Aire urbaine) in der historischen Provinz Bigorre.

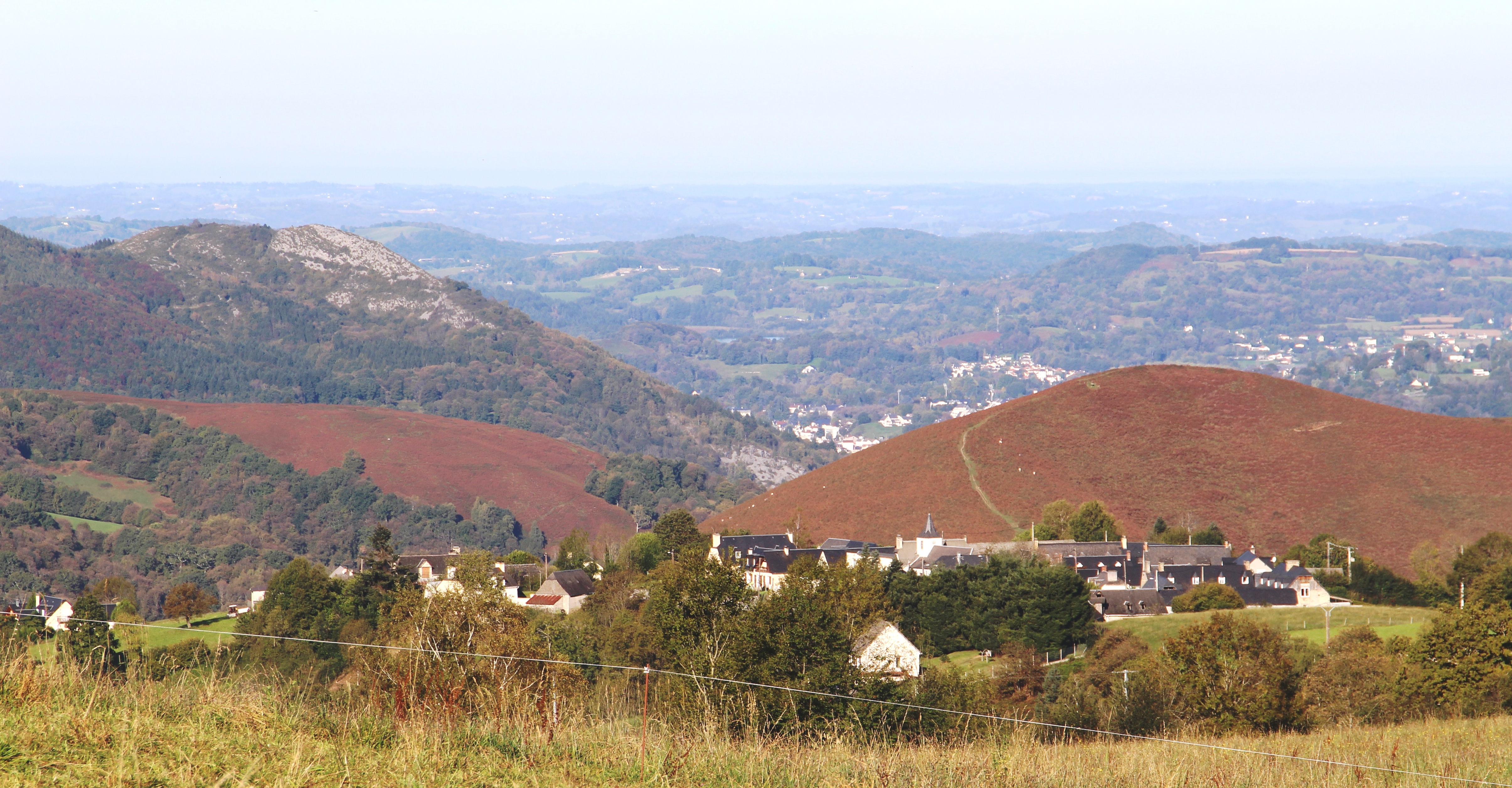
Blick auf das Zentrum von Arrodets-ez-Angles

Umgeben wird Arrodets-ez-Angles von den acht Nachbargemeinden:
| Gez-ez-Angles | Arrayou-Lahitte                             | Ossun-ez-Angles      |
| Les Angles    | Kompassrose, die auf Nachbargemeinden zeigt | Neuilh               |
| Sère-Lanso    | Cheust                                      | Germs-sur-l’Oussouet |

Arrodets-ez-Angles liegt im Einzugsgebiet des Flusses Adour. Der Échez, einer seiner Nebenflüsse, fließt an der südwestlichen Gemeindegrenze entlang. Der Litor, ein Nebenfluss des Échez, entspringt in Arrodets-ez-Angles.

## Toponymie
Der okzitanische Name der Gemeinde heißt Arrodèth. Viele Theorien versuchen, den Ursprung des Namens zu erklären, aber da die frühen Formen wenig Klarheit bringen und sich teilweise widersprechen, bleibt die Herkunft unklar. Die Ableitung aus dem gascognischen arròda (deutsch Mühlrad) wie bei der gleichnamigen Gemeinde Arrodets trifft hier nicht zu, weil Arrodets-ez-Angles nicht von größeren Fließgewässern durchzogen wird.
Der Spitzname der Gemeinde lautet Eths grilhons (deutsch die Grillen).
Toponyme und Erwähnungen von Arrodets-ez-Angles waren:
- in Rododello (11. oder 12. Jahrhundert, Kopialbuch der Abtei in Saint-Pé-de-Bigorre),
- la terre d’Arrorded (12. oder 13. Jahrhundert, Kopialbuch der Vicomtes von Lavedan, genannt livre vert de Bénac),
- Roadet (1285, Volkszählung des Adels im Bigorre),
- De Arroadet und de Aroadet (1313, Steuerliste Debita regi Navarre),
- De Roadeto (1342 und 1379, Kirchenregister von Tarbes bzw. Procuration Tarbes),
- Roadet und Roedet (1429, Zensus der Grafschaft Bigorre),
- Roadet (1541, ADPA, B 1010),
- Roadet (1760, Larcher, Kirchenregister von Tarbes),
- Arrodet (zwischen 1739 und 1746),
- Arrodet és Angles (zwischen 1747 und 1756),
- Arrodet (1750, Karte von Cassini),
- Arrodet ez Angles (1757, Kirchenbücher),
- Arrodet (1768, Duco),
- Arrodet, (1790, 1793 und 1801, Notice Communale, Département 1 bzw. Bulletin des lois),
- Arrodets-ez-Angles (1962).[4][5][6]

## Einwohnerentwicklung
Nach Beginn der Aufzeichnungen stieg die Einwohnerzahl bis zu Beginn des 19. Jahrhunderts auf einen Höchststand von rund 305. In der Folgezeit sank die Größe der Gemeinde bei kurzen Erholungsphasen bis zu den 1980er Jahren auf rund 55 Einwohner, bevor eine Phase mit moderatem Wachstum einsetzte, die die Einwohnerzahl seit der Jahrtausendwende auf ein Niveau von rund 110 hob.
| Jahr      | 1962 | 1968 | 1975 | 1982 | 1990 | 1999 | 2006 | 2011 | 2022 |
| --------- | ---- | ---- | ---- | ---- | ---- | ---- | ---- | ---- | ---- |
| Einwohner | 116  | 94   | 63   | 56   | 62   | 81   | 113  | 106  | 113  |

## Sehenswürdigkeiten

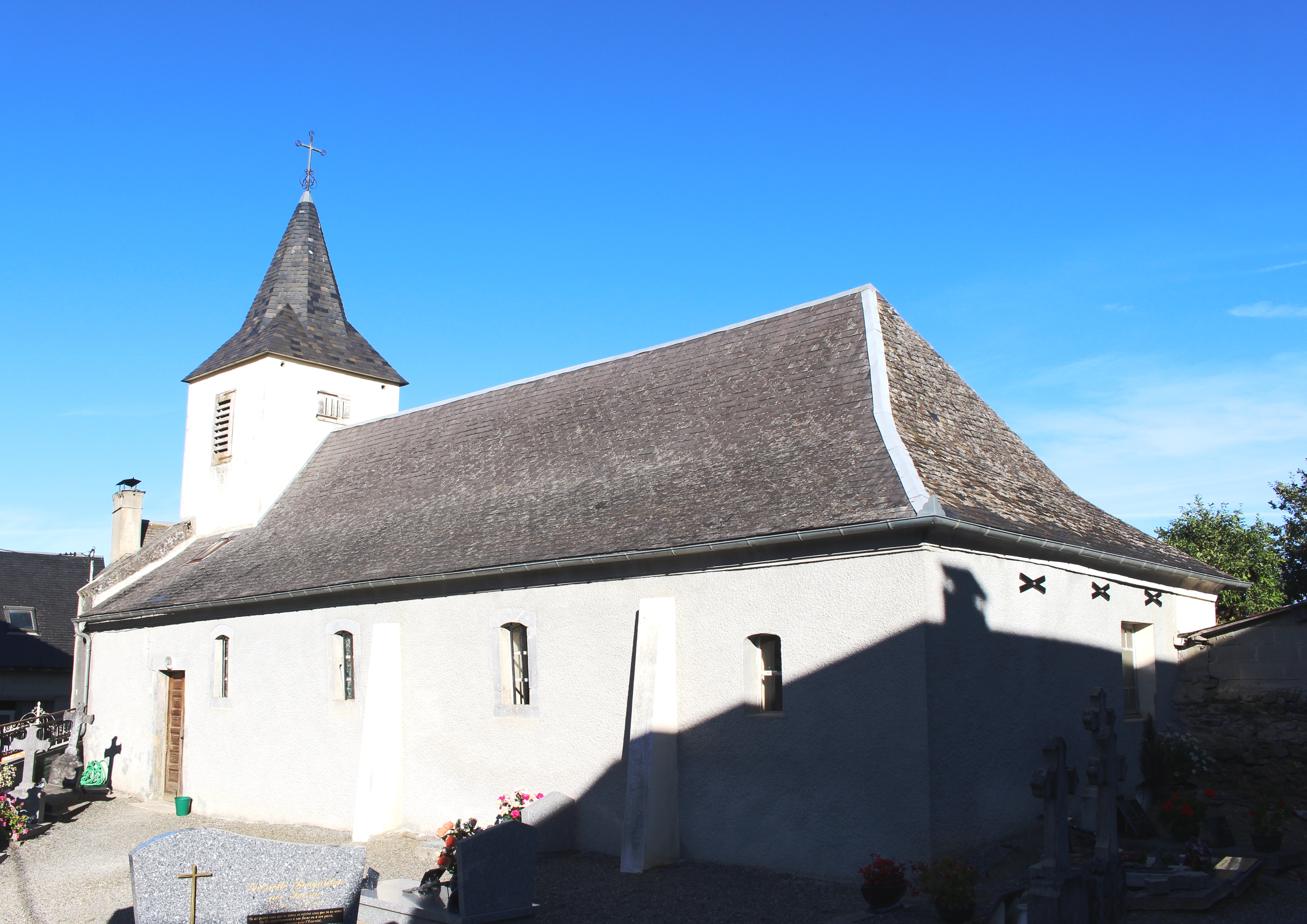
Allerheiligenkirche

- Allerheiligenkirche. Es handelt sich um eine kleine Kirche aus dem 19. Jahrhundert mit Stützpfeilern und einem Glockenturm, die den Allerheiligen geweiht ist. Ein Brand im Jahre 1747 zerstörte den Vorgängerbau sowie zahlreiche Häuser des Dorfes. Das Kircheninnere mit einem einschiffigen Langhaus und einer halbrunden Apsis birgt ein Ölgemälde mit der Darstellung der Kreuzigung Jesu, das möglicherweise aus der Kirche aus Labassère stammt.[8]

## Wirtschaft und Infrastruktur
Arrodets-ez-Angles liegt in den Zonen AOC der Schweinerasse Porc noir de Bigorre und des Schinkens Jambon noir de Bigorre.

### Verkehr
Arrodets-ez-Angles ist erreichbar über die Routes départementales 7, 26, 99 und 299.